# Serpeta de morro curt
La serpeta de morro curt (Nerophis lumbriciformis) és una espècie de peix de la família dels singnàtids i de l'ordre dels singnatiformes.

## Morfologia
- Els mascles poden assolir 15 cm de longitud total.[1][2]

## Reproducció
És ovovivípar, esdevé sexualment madur quan arriba als 2 anys, fresa a l'estiu i el mascle transporta els ous en una bossa ventral, la qual es troba a sota de la cua.

## Alimentació
Menja crustacis petits i alevins.

## Hàbitat
És un peix marí i de clima temperat que viu fins als 30 m de fondària.

## Distribució geogràfica
Es troba des del sud de Noruega i les Illes Britàniques fins al Sàhara Occidental (Río de Oro).